# Wohn- und Wirtschaftsgebäude Gallbergstraße 18
Das Wohn- und Wirtschaftsgebäude Gallbergstraße 18 in der niedersächsischen Gemeinde Geestland, Ortsteil Elmlohe, im Landkreis Cuxhaven stammt vom Anfang des 18. Jahrhunderts.
Das Gebäude steht unter Denkmalschutz (siehe auch Liste der Baudenkmale in Geestland).

## Beschreibung
Das eingeschossige giebelständige Gebäude wurde 1817 (Inschrift) als Zweiständer-Hallenhaus in Fachwerk mit Steinausfachungen,  reetgedecktem Krüppelwalmdach, Niedersachsengiebel mit Uhlenloch, der Grooten Door mit Korbbogen sowie Ortgang mit holländischen gemauerten Dreiecken  gebaut. Es wurde im 21. Jh. zu einem Wohnhaus umgebaut.
Das Landesdenkmalamt befand u. a.: „… regionstypisches Hallenhaus in Zweiständerkonstruktion …“